# Brian Jensen (football, 1968)
Pour les articles homonymes, voir Brian Jensen et Jensen.
Brian Boye Jensen est un footballeur international danois né le 23 avril 1968. Il a notamment joué pour le Stade rennais.